# Seznam kubanskih boksarjev
Seznam kubanskih boksarjev.

## C
- Eliseo Castillo
- Kid Chocolate

## D
- Yanqui Diaz

## F
- Florentino Fernandez

## G
- Kid Gavilan

## L
- Erislandy Lara

## M
- Mario César Kindelán Mesa

## N
- José Napoles

## P
- Benny Paret

## R
- Sugar Ramos
- Luis Manuel Rodriguez

## S
- Félix Savón
- Teófilo Stevenson